# Culex astridianus
Culex astridianus är en tvåvingeart som beskrevs av Meillon 1942. Culex astridianus ingår i släktet Culex och familjen stickmyggor. Inga underarter finns listade i Catalogue of Life.